# 다케우치 유리
다케우치 유리(일본어: 竹内 悠力, 2001년 9월 29일~)는 일본의 축구 선수이다.

## 구단 경력
그는 2024년 J3리그의 FC 이마바리에 입단했다. 2024년 J3리그 준우승으로 J2리그로 승격했다.